# Melanagromyza miranda
Melanagromyza miranda är en tvåvingeart som beskrevs av Spencer 1969. Melanagromyza miranda ingår i släktet Melanagromyza och familjen minerarflugor. Inga underarter finns listade i Catalogue of Life.